# Heiszler József
Heiszler József (Nagykároly, Szatmár megye, 1819. február 21. – Dombrád, 1901. október 15.) bölcseleti doktor, református lelkész, egyháztörténész.

## Élete
Római katolikus szülők gyermeke, akik őt a kegyesrendiek kezére bízták. Magasabb kiképeztetését a rend költségén végezte, 24 éves korában bölcseleti doktor lett és pappá szenteltetett föl. 1848 előtt a kegyesrendiek pesti gimnáziumában működött mint tanár. 1848-ban mint önkéntes vett részt a Jellachich elleni hadjáratban; de ennek végeztével lába megromolván, elhagyta a visszavonuló hadsereget és 1849-ben a csornai ütközet után Vámosra vonult vissza Pap Istvánhoz, akinek barátságát már előbb bírta és ennek ellenzése dacára áttért Veszprémben a református egyház kebelébe, majd alkalmaztatott ugyanazon egyházmegyében Oláh János péceli lelkész mellett segédül. Nemsokára az egyházmegye színe előtt oly kitűnő vizsgát tett, hogy 1850 nyarán Pápán megválasztották teológiai tanárnak. A héber exegézis, régiség és egyháztörténelem voltak szaktárgyai. Négy évig tanított Pápán mint rendes tanár, midőn Kerkapoly Károly bölcselettanár izgatásaira az öregebb tanárok részéről kellemetlen ellenhatásra talált, mely összetüzésre adott okot; az egyházmegye ugyan neki adott igazat, Heiszler azonban nem maradt tanszékén, hanem a lelkészi pályára lépett. 1854-ben a mocsoládi (Somogy megye) lelkészi hivatalt fogadta el; innét másfél év mulva Gyönkre ment az ottani magyar és német gyülekezet papjának. 1856-ban Fördős Lajos felajánlotta neki a kecskeméti egyik hittani tanszéket, állandó igazgatósággal, és egykori tanítványai köréből fölállította a hittanszaki tanári kart. A pátens korában azonban Bécsben ellenségei oda vitték a dolgot, hogy a megerősítés elmaradt. Minthogy az Entwurfot a gyönki gimnáziumban bevinni meggátolta, vizsgálatot rendeltek el ellene. Az egyházkerület helyt adott a soproni helytartóság követelésének és őt Sóvéra a bács megyei német egyházba tette át. 1859 őszén pályázat útján elnyerte a sárospataki főiskolában a görög exegézis és egyháztörténelem tanszékét. 1868-ban ugyanott a dogmatika tanárául választották meg. A protestáns egyháznak tudományos munkássága iránt tanúsított érzéketlenség bántotta és 1869 őszén elhagyta Patakot és Dombrádra a felsőszabolcsi egyházmegyébe ment lelkésznek.

## Írásai
Cikkei a Révész Imre által szerkesztett Protestáns Egyházi és Iskolai Figyelmezőjében, a Czelder Figyelőjében, a Balogh F., utóbb Joó István szerkesztette Ev. Prot. Lapban jelentek meg, mindegyikben mint az orthodoxiának egyik legerősebb bajnoka írt és küzdött; a Sárospataki Füzetekben (1860. Krisztianizmus birkozása a világgal, székfoglaló beszéd szept. 17. Különnyomatban is megjelent, 1861. A legközelebb mult és hatása, A keresztyénség az unio szempontjából, 1862. Emlékbeszéd Ragályi Károly gyászünnepélyén, 1863. Közigazgatói tudósítás, 1864. Hit és kijelentés, 1867. Palóczi Horváth Mária emlékezete), a Prot. Egyh. és Isk. Lapban (1889. Az igazság keresése legméltóbb törekvése az embernek), a Sárospataki Lapokban (1887. Szeremlei Gábor emlékezete.)
Arcképe: sárospataki hittanár korából eltávozása emlékeül tanítványai adták ki 1869-ben, kőnyomat, rajzolta Z. E. nyomtatták a Légrády testvérek Pesten.

## Munkái
- A keresztyénség és ker. egyház történelme. I. köt. A nicaeai zsinatig. S.-Patak, 1861 (ism. Prot. Egyh. és Isk. Lap.)
- Egyháztörténelmi kézikönyv I–II., Sárospatak, 1862–1863, 314+259 p.
- Egyházi munkálatok (I-III-ik kötet). S.-Patak, 1862., 1865., 1870. IV. kötet. Debreczen, 1877 (a III. kötet megjelent a Kecskeméti Lelkészi Tárban is)
- Magyar egyházi reformatio történetének vázlata. S.-Patak, 1864
- Római levelek exegesise. Sárospatak, 1866
- Az első közönséges (Jakab) levél exegesise. S.-Patak, 1867
- Első Korinth. levél exegesise. S.-Patak, 1868
- Dogmatikai felolvasások. S.-Patak, 1869 (az 5-8. sz. munkákat a theologiát hallgató ifjuság adta ki saját költségén)
- A keresztyén ember könyve. Elmélkedések és imák. Pest, 1872
- A dobos tábornok (Básta). Tört. elbeszélés. Nyiregyháza, 1875
- Halotti egyházi beszédek. Nyiregyháza, 1876 (Petrik Géza, Egyházi Könyvtára IV.)
- A multak árnyai. Tört. elbeszélések. Debreczen, 1877 (a Debreczeni Ellenőr melléklete)
- A kormányzó. (Gritti.) Tört. elbeszélés. Nyiregyháza, 1887 (a Nyirvidék melléklete)
- Liga-jog. Tört. elbeszélés. Nyiregyháza, 1887 (a Nyirvidék melléklete)
- Észrevételek és elmélkedések Presbyteri Janus röpirata felett. Sárospatak, 1892 (különnyomat a Sárospataki Lapokból)
- Vallás-bölcsészeti tanulmányok az Isteneszme és a kapcsolt eszmék történetének körében. Nyiregyháza, 1894 (kiadta a felső-szabolcsi ev. ref. papi egylet)

Szerkesztette a Sárospataki Füzeteket 1867-68-ban.

### Kéziratban
A pápák élete az elfogadott, de be nem váltott elvek alapján, Dombrád, 1873., Jézus élete (Ez legkedvesebb munkája, írja, «megkinált vele két püspököt, két egyházkerületi gondnokot, de nem kellett senkinek még 30 ezüst pénzért sem napjainkban a J. Kr.»); mintegy 200 prédikáczió; regényei: Martinuzzi és kora, Zsigmond király és kora, Konstantinápoly végnapjai sat., végre Az ember eposza, vallásbölcseleti mysterium.
Levelei Erdélyi Jánoshoz. Gyönk, 1859. szept. 30., okt. 21., 1860. jan. 10., márcz. 8., jún. 1. és júl. 3. (az Erdélyi-Tárban Erdélyi Pál gyűjteményében.)